# Lligament iliotibial
El lligament iliotibial (LIT) o banda iliotibial (també coneguda com a lligament de Maissiat o cinta de Maissiat) és un reforç fibrós longitudinal de la fàscia lata. L'acció del LIT i els seus músculs associats és l'extensió, abducció, i la rotació lateral del maluc. A més a més, el LIT contribueix a l'estabilització lateral del genoll. Durant l'extensió del genoll el LIT es mou anteriorment i durant la flexió es mou posteriorment. S'origina en la porció anterolateral del tubercle ilíac del llavi extern de la cresta iliaca i s'insereix en el còndil lateral de la tíbia en el tubercle de Gerdy. La figura només mostra la part proximal del lligament iliotibial.
La part del LIT que es troba sota del tensor de la fàscia lata es perllonga cap amunt per unir-se a la part lateral de la càpsula de l'articulació del maluc.
Els músculs gluti major i el de la fàscia lata s'insereixen en la part més proximal del LIT.